# Anna-Karin Hatt

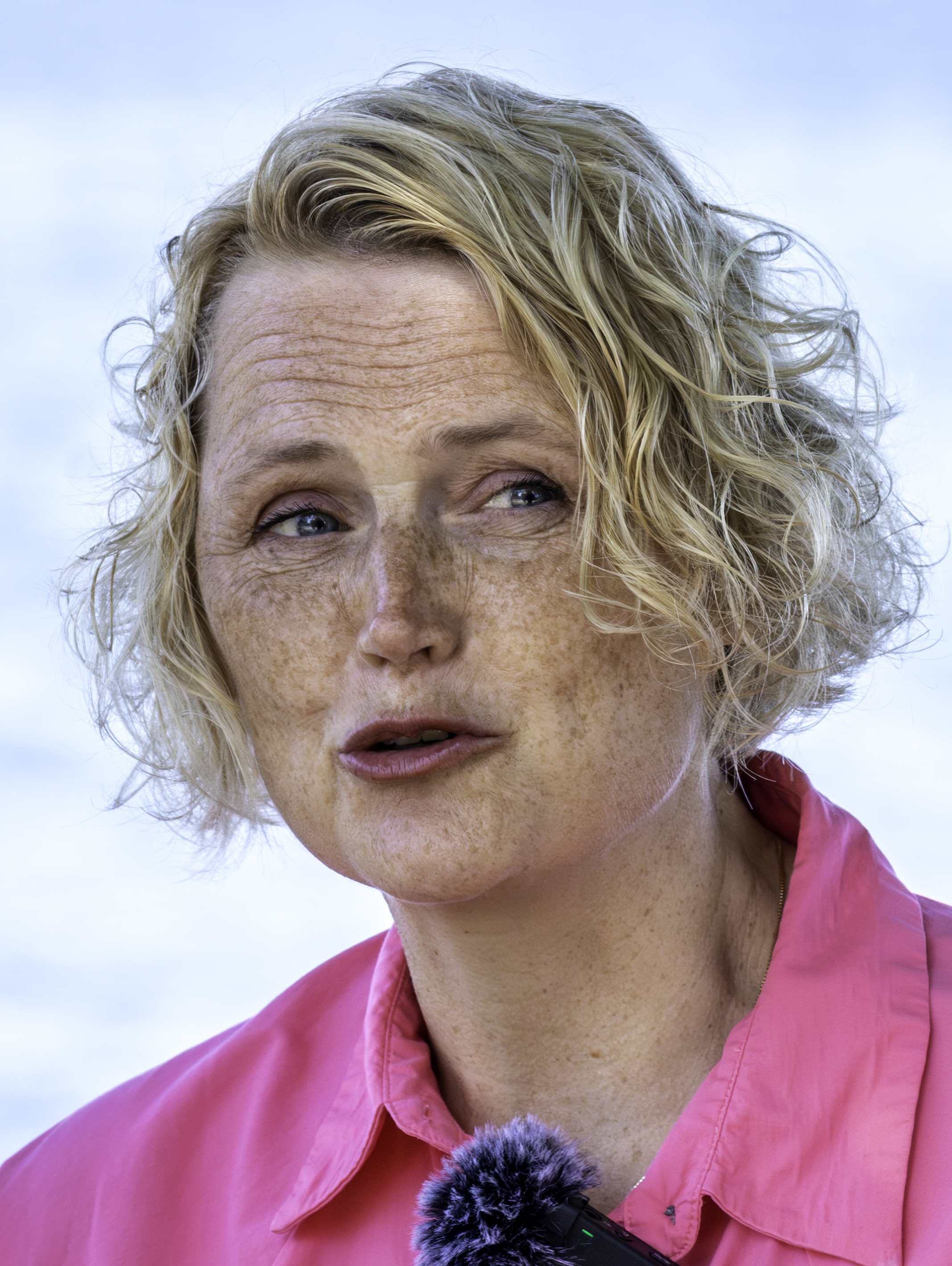
Anna-Karin Hatt (2025)

Anna-Karin Hatt (* 7. Dezember 1972 in der Gemeinde Hylte, Småland als Sara Anna-Karin Andersson) ist eine schwedische Politikerin (Centerpartiet). Ab dem 5. Oktober 2010 bis 2014 war sie Ministerin in der Regierung Fredrik Reinfeldt.

## Karriere

### Ausbildung
Anna-Karin Hatt besuchte von 1988 bis 1991 das Erik-Dahlbergs-Gymnasium in Jönköping. Zwischen 1992 und 1995 studierte sie an der Universität Göteborg Politikwissenschaften und Internationale Beziehungen und erlangte einen Bachelor. Zwischen 1990 und 1992 machte sie außerdem eine Lehre als Coiffeuse.

### Berufliche Karriere
Von 1994 bis 1996 war Hatt Mitglied des Verwaltungsrats einer Reisegesellschaft. 1995 war sie Leitartiklerin bei der Zeitung Hallands Nyheter. 1997 war sie wiederum Leitartiklerin, diesmal bei Södermanlands Nyheter. Von 2000 bis 2001 war sie PR-Beraterin und Vize-CEO einer PR-Agentur. Zwischen 2002 und 2003 war sie CEO eines Unternehmens für Schulungen im Gesundheitsbereich.

### Politische Karriere
1991 bis 1993 war Anna-Karin Hatt Mitglied des Ausschusses für Umwelt und Gesundheit der Gemeinde Hylte. Zwischen 1991 und 1994 war sie außerdem Mitglied des Bezirksrats Halland der Jungpartei Zentrumspartei. Von 1994 bis 1998 war sie Mitglied des Bundesausschusses der Centerpartiet und von 1995 bis 1998 Präsidentin des Verbundes Nordischer Zentrumsparteien. Zwischen 1996 und 1998 war sie außerdem Vorsitzende des Arbeitsausschusses im Nordischen Jugendrat. Von 1997 bis 1998 war Anna-Karin Hatt auch Mitglied des Exekutivkomitees der Jugendsektion der Zentrumspartei. Zwischen 1998 und 2000 arbeitete sie bei der Zentrumspartei als Redenschreiberin für die Parteiführung und war 1998 bis 2002 Ersatzabgeordnete des Reichstags. 2003 bis 2006 war sie Stabschefin in der Centerpartiet und ab 2006 bis 2010 Staatssekretärin für die Koordinationsstelle zwischen Ministerpräsident Fredrik Reinfeldt und der Zentrumspartei. 2010 wurde sie zur Ministerin für IT- und Regionalfragen im Wirtschaftsministerium ernannt. Ihr Posten wurde 2011 umgewandelt und Hatt war nun IT- und Energieministerin. Seit Mai 2025 ist sie Parteivorsitzende.

## Privatleben
Anna-Karin Andersson kam 1972 im Dorf Mosshult in der Gemeinde Hylte zur Welt und verbrachte auch ihre gesamte Kindheit dort. Von 1996 bis 2002 war sie mit dem Politiker Ola Alterå verheiratet und hat mit ihm zusammen zwei Kinder. 2009 heiratete sie den Politiker Greger Hatt, mit dem sie ein Kind hat. 2011 reichte das Paar die Scheidung ein und ist mittlerweile geschieden.